# Cuphodes thysanota
Cuphodes thysanota là một loài bướm đêm thuộc họ Gracillariidae. Nó được tìm thấy ở Queensland.